# Lijst van voetbalinterlands Colombia - Peru
Deze lijst van voetbalinterlands is een overzicht van alle officiële voetbalwedstrijden tussen de nationale teams van Colombia en Peru. De Zuid-Amerikaanse buurlanden speelden tot op heden 62 keer tegen elkaar, te beginnen met een vriendschappelijke wedstrijd, die werd gespeeld op 8 augustus 1938 in Bogota. Het laatste duel, een kwalificatiewedstrijd voor het Wereldkampioenschap voetbal 2026, vond plaats in Barranquilla op 6 juni 2025.

## Wedstrijden
| №  | Plaats          | Datum            | Competitie              | Wedstrijd       | Uitslag |
| -- | --------------- | ---------------- | ----------------------- | --------------- | ------- |
| 1  | Bogota          | 8 augustus 1938  | Vriendschappelijk       | Colombia – Peru | 2 – 4   |
| 2  | Guayaquil       | 23 december 1947 | Copa América 1947       | Peru – Colombia | 5 – 1   |
| 3  | Rio de Janeiro  | 10 april 1949    | Copa América 1949       | Peru – Colombia | 4 – 0   |
| 4  | Lima            | 27 maart 1957    | Copa América 1957       | Peru – Colombia | 4 – 1   |
| 5  | Bogota          | 30 april 1961    | WK 1962 kwalificatie    | Colombia – Peru | 1 – 0   |
| 6  | Lima            | 7 mei 1961       | WK 1962 kwalificatie    | Peru – Colombia | 1 – 1   |
| 7  | La Paz          | 24 maart 1963    | Copa América 1963       | Peru – Colombia | 1 – 1   |
| 8  | Bogota          | 8 mei 1969       | Vriendschappelijk       | Colombia – Peru | 1 – 3   |
| 9  | Lima            | 18 juni 1969     | Vriendschappelijk       | Peru – Colombia | 1 – 1   |
| 10 | Bogota          | 29 maart 1972    | Vriendschappelijk       | Colombia – Peru | 1 – 1   |
| 11 | Lima            | 6 juni 1972      | Vriendschappelijk       | Peru – Colombia | 0 – 0   |
| 12 | Lima            | 1 juli 1973      | Vriendschappelijk       | Peru – Colombia | 3 – 1   |
| 13 | Bogota          | 16 oktober 1975  | Copa América 1975       | Colombia – Peru | 1 – 0   |
| 14 | Lima            | 22 oktober 1975  | Copa América 1975       | Peru – Colombia | 2 – 0   |
| 15 | Caracas         | 28 oktober 1975  | Copa América 1975       | Peru – Colombia | 1 – 0   |
| 16 | Lima            | 18 juli 1979     | Vriendschappelijk       | Peru – Colombia | 0 – 1   |
| 17 | Bogota          | 25 juli 1979     | Vriendschappelijk       | Colombia – Peru | 1 – 2   |
| 18 | Bogota          | 26 juli 1981     | WK 1982 kwalificatie    | Colombia – Peru | 1 – 1   |
| 19 | Lima            | 16 augustus 1981 | WK 1982 kwalificatie    | Peru – Colombia | 2 – 0   |
| 20 | Lima            | 17 augustus 1983 | Copa América 1983       | Peru – Colombia | 1 – 0   |
| 21 | Bogota          | 28 augustus 1983 | Copa América 1983       | Colombia – Peru | 2 – 2   |
| 22 | Medellín        | 26 juli 1984     | Vriendschappelijk       | Colombia – Peru | 1 – 1   |
| 23 | Lima            | 9 augustus 1984  | Vriendschappelijk       | Peru – Colombia | 0 – 0   |
| 24 | Bogota          | 26 mei 1985      | WK 1986 kwalificatie    | Colombia – Peru | 1 – 0   |
| 25 | Lima            | 9 juni 1985      | WK 1986 kwalificatie    | Peru – Colombia | 0 – 0   |
| 26 | Pereira         | 3 februari 1989  | Vriendschappelijk       | Colombia – Peru | 1 – 0   |
| 27 | Recife          | 9 juli 1989      | Copa América 1989       | Colombia – Peru | 1 – 1   |
| 28 | Lima            | 8 augustus 1993  | WK 1994 kwalificatie    | Peru – Colombia | 0 – 1   |
| 29 | Barranquilla    | 29 augustus 1993 | WK 1994 kwalificatie    | Colombia – Peru | 4 – 0   |
| 30 | Miami           | 3 mei 1994       | Vriendschappelijk       | Colombia – Peru | 1 – 0   |
| 31 | Rivera          | 7 juli 1995      | Copa América 1995       | Colombia – Peru | 1 – 1   |
| 32 | Lima            | 2 juni 1996      | WK 1998 kwalificatie    | Peru – Colombia | 1 – 1   |
| 33 | Barranquilla    | 30 april 1997    | WK 1998 kwalificatie    | Colombia – Peru | 0 – 1   |
| 34 | Lima            | 24 augustus 1997 | Vriendschappelijk       | Peru – Colombia | 2 – 1   |
| 35 | Manizales       | 17 juni 1999     | Vriendschappelijk       | Colombia – Peru | 3 – 3   |
| 36 | San Diego       | 23 februari 2000 | CONCACAF Gold Cup 2000  | Colombia – Peru | 2 – 1   |
| 37 | Lima            | 19 juli 2000     | WK 2002 kwalificatie    | Peru – Colombia | 0 – 1   |
| 38 | Armenia         | 23 juli 2001     | Copa América 2001       | Colombia – Peru | 3 – 0   |
| 39 | Bogota          | 16 augustus 2001 | WK 2002 kwalificatie    | Colombia – Peru | 0 – 1   |
| 40 | Lima            | 31 maart 2004    | WK 2006 kwalificatie    | Peru – Colombia | 0 – 2   |
| 41 | Trujillo        | 12 juli 2004     | Copa América 2004       | Peru – Colombia | 2 – 2   |
| 42 | Barranquilla    | 4 juni 2005      | WK 2006 kwalificatie    | Colombia – Peru | 5 – 0   |
| 43 | Lima            | 8 september 2007 | Vriendschappelijk       | Peru – Colombia | 2 – 2   |
| 44 | Lima            | 14 juni 2008     | WK 2010 kwalificatie    | Peru – Colombia | 1 – 1   |
| 45 | Medellín        | 10 juni 2009     | WK 2010 kwalificatie    | Colombia – Peru | 1 – 0   |
| 46 | Bogota          | 17 november 2010 | Vriendschappelijk       | Colombia – Peru | 1 – 1   |
| 47 | Córdoba         | 16 juli 2011     | Copa América 2011       | Colombia – Peru | 0 – 2   |
| 48 | Lima            | 3 juni 2012      | WK 2014 kwalificatie    | Peru – Colombia | 0 – 1   |
| 49 | Barranquilla    | 11 juni 2013     | WK 2014 kwalificatie    | Colombia – Peru | 2 – 0   |
| 50 | Temuco          | 21 juni 2015     | Copa América 2015       | Colombia − Peru | 0 − 0   |
| 51 | Harrison        | 8 september 2015 | Vriendschappelijk       | Colombia − Peru | 1 − 1   |
| 52 | Barranquilla    | 8 oktober 2015   | WK 2018 kwalificatie    | Colombia − Peru | 2 − 0   |
| 53 | East Rutherford | 17 juni 2016     | Copa América Centenario | Colombia − Peru | 0 − 0   |
| 54 | Lima            | 10 oktober 2017  | WK 2018 kwalificatie    | Peru − Colombia | 1 − 1   |
| 55 | Lima            | 9 juni 2019      | Vriendschappelijk       | Peru − Colombia | 0 − 3   |
| 56 | Miami Gardens   | 15 november 2019 | Vriendschappelijk       | Peru − Colombia | 0 − 1   |
| 57 | Lima            | 3 juni 2021      | WK 2022 kwalificatie    | Peru − Colombia | 0 − 3   |
| 58 | Goiânia         | 20 juni 2021     | Copa América 2021       | Colombia − Peru | 1 − 2   |
| 59 | Brasilia        | 9 juli 2021      | Copa América 2021       | Colombia − Peru | 3 − 2   |
| 60 | Barranquilla    | 28 januari 2022  | WK 2022 kwalificatie    | Colombia – Peru | 0 – 1   |
| 61 | Lima            | 6 september 2024 | WK 2026 kwalificatie    | Peru − Colombia | 1 − 1   |
| 62 | Barranquilla    | 6 juni 2025      | WK 2026 kwalificatie    | Colombia – Peru | 0 – 0   |

## Samenvatting
| Competitie        | Totaal gespeeld | Winst Colombia | Gelijk | Winst Peru | Doelsaldo Colombia – Peru |
| ----------------- | --------------- | -------------- | ------ | ---------- | ------------------------- |
| WK-kwalificatie   | 24              | 12             | 8      | 4          | 30 − 11                   |
| Copa América      | 18              | 3              | 7      | 8          | 17 − 30                   |
| CONCACAF Gold Cup | 1               | 1              | 0      | 0          | 2 − 1                     |
| Vriendschappelijk | 19              | 5              | 9      | 5          | 23 − 24                   |
| Totaal            | 62              | 21             | 24     | 17         | 72 − 66                   |

Wedstrijden bepaald door strafschoppen worden, in lijn met de FIFA, als een gelijkspel gerekend.

## Details

### Eerste ontmoeting
| Vriendschappelijk (Bogota, Colombia, 8 augustus 1938): |       |                                                                           |
| Colombia                                               | 2 – 4 | Peru                                                                      |
| Miguel Segundo Botto 71' Miguel Segundo Botto 75'      | goals | 10' Pedro Ibáñez 40' Teodoro Fernández 57' Jorge Alcalde 60' Pedro Ibáñez |

### Tiende ontmoeting
| Vriendschappelijk (Bogota, Colombia, 29 maart 1972):                                                                     |       |                       |
| Colombia | 1 – 1 | Peru                  |
| Jaime Morón 16' | goals | 68' Juan José Muñante |
| - Debuut van doelman Pedro Zape en doelpuntenmaker Jaime Morón voor Colombia. - Debuut van Rubén Toribio Díaz voor Peru. |       |                       |

### Elfde ontmoeting
| Vriendschappelijk (Lima, Peru, 6 juni 1972): |       |          |
| Peru                                         | 0 – 0 | Colombia |
|                                              | goals |          |

### Twaalfde ontmoeting
| Vriendschappelijk (Lima, Peru, 1 juli 1973):                |       |                 |
| Peru                                                        | 3 – 1 | Colombia        |
| Héctor Bailetti 31' Héctor Bailetti 49' Oswaldo Ramirez 68' | goals | 90' Jaime Morón |

### Zestiende ontmoeting
| Vriendschappelijk (Lima, Peru, 18 juli 1979): |       |                      |
| Peru                                          | 0 – 1 | Colombia             |
|                                               | goals | 10' Willington Ortiz |

### Zeventiende ontmoeting
| Vriendschappelijk (Bogota, Colombia, 25 juli 1979): |       |                                  |
| Colombia                                            | 1 – 2 | Peru                             |
| Willington Ortiz 35' (pen.)                         | goals | 44' Jaime Duarte 46' César Cueto |

### 22ste ontmoeting
| Vriendschappelijk (Medellín, Colombia, 26 juli 1984):                                           |       |                  |
| Colombia                                                                                        | 1 – 1 | Peru             |
| Miguel Prince 18' (pen.)                                                                        | goals | 62' Abel Lobatón |
| - Debuut van Alfredo Ferrer (CA Bucaramanga) en William Knight (Atlético Junior) voor Colombia. |       |                  |

### 23ste ontmoeting
| Vriendschappelijk (Lima, Peru, 9 augustus 1984): |       |          |
| Peru                                             | 0 – 0 | Colombia |
|                                                  | goals |          |

### 24ste ontmoeting
| WK 1986 kwalificatie (Bogota, Colombia, 26 mei 1985): |              |                        |
| Colombia                                              | 1 – 0        | Peru                   |
| Miguel Prince 27'                                     | goals        |                        |
|                                                       | rode kaarten | 52' Rubén Toribio Díaz |

### 25ste ontmoeting
| WK 1986 kwalificatie (Lima, Peru, 9 juni 1985): |       |          |
| Peru                                            | 0 – 0 | Colombia |
|                                                 | goals |          |

### 26ste ontmoeting
| Vriendschappelijk (Pereira, Colombia, 3 februari 1989):                           |       |      |
| Colombia                                                                          | 1 – 0 | Peru |
| René Higuita 72' (pen.)                                                           | goals |      |
| - Debuut van Wilson Pérez, Rubén Darío Hernández en Carlos Estrada voor Colombia. |       |      |

### 27ste ontmoeting
| Copa América 1989 (Recife, Brazilië, 9 juli 1989): |       |                  |
| Colombia                                           | 1 – 1 | Peru             |
| Arnoldo Iguarán 32'                                | goals | 43' Jorge Hirano |

### 30ste ontmoeting
| Vriendschappelijk (Miami, Verenigde Staten, 3 mei 1994): |       |      |
| Colombia                                                 | 1 – 0 | Peru |
| Harold Lozano 61'                                        | goals |      |
| - Debuut van Nolberto Solano voor Peru.                  |       |      |

### 36ste ontmoeting
| CONCACAF Gold Cup 2000 (San Diego, Verenigde Staten, 23 februari 2000): |       |                      |
| Colombia                                                                | 2 – 1 | Peru                 |
| Marcial Salazar 40' (e.d.) Víctor Bonilla 53'                           | goals | 75' Roberto Palacios |

### 37ste ontmoeting
| WK 2002 kwalificatie (Lima, Peru, 19 juli 2000): |              | |
| Peru | 0 – 1        | Colombia |
| | goals        | 48' Juan Pablo Ángel |
| Francisco Maturana | bondscoach   | Luis Augusto García |
| Jhonny Vegas Jorge Soto 55' Miguel Rebosio Juan Pajuelo Percy Olivares Juan Jayo José del Solar Nolberto Solano Roberto Palacios Claudio Pizarro Ysrael Zúñiga 55' | opstellingen | Óscar Córdoba Gonzalo Martínez Iván Córdoba Mario Yepes Gerardo Bedoya 76' Luis Alberto García Jorge Bolaño Alexander Viveros 65' Mayer Candelo Juan Pablo Ángel 46' Iván Valenciano |
| Carlos Flores 55' Abel Lobatón 55' | wissels      | 46' Óscar Restrepo 65' Giovanny Hernández 76' Arley Dinas |
| José del Solar 3' Ysrael Zúñiga 38' | gele kaarten | 2' Jorge Bolaño 10' Juan Pablo Ángel 41' Mario Yepes 70' Luis Alberto García 88' Óscar Restrepo                                                                                      |

### 38ste ontmoeting
| Copa América 2001 (Armenia, Colombia, 23 juli 2001): |              | |
| Colombia | 3 – 0        | Peru |
| Víctor Aristizábal 50' Giovanny Hernández 66' Víctor Aristizábal 69' | goals        | |
| Francisco Maturana | bondscoach   | Julio César Uribe |
| Óscar Córdoba Jersson González Andrés Orozco Mario Yepes Gerardo Bedoya 46' Juan Carlos Ramírez 83' Fabián Vargas Freddy Grisales Giovanny Hernández 74' Víctor Aristizábal David Ferreira | opstellingen | Oscar Ibáñez Pedro García Walter Zevallos Juan Pajuelo Santiago Salazar José Soto 65' Juan Hernández Juan Jayo 77' José del Solar 74' Jorge Soto Roberto Holsen |
| Roberto Cortés 46' Mauricio Molina 74' Óscar Díaz 83' | wissels      | 65' Walter Vílchez 74' Edson Uribe 77' Gustavo Tempone |
| Mario Yepes 75' | gele kaarten | 33' Oscar Ibáñez 75' Juan Jayo |
| - Debuut van Óscar Díaz (Deportivo Tuluá) voor Colombia. |              | |

### 39ste ontmoeting
| WK 2002 kwalificatie (Bogota, Colombia, 16 augustus 2001): |              | |
| Colombia | 0 – 1        | Peru |
| | goals        | 47' (pen.) Norberto Solano |
| Francisco Maturana | bondscoach   | Julio César Uribe |
| Óscar Córdoba Iván Córdoba Mario Yepes Mauricio Serna Frankie Oviedo 54' Geovanni Hernández Iván López Elkin Murillo 65' Freddy Grisales 65' Gerardo Bedoya Víctor Aristizábal | opstellingen | Miguel Miranda Miguel Rebosio Martín Hidalgo Juan Pajuelo Nolberto Solano 73' Juan Jayo Roberto Palacios Jorge Soto 87' Andrés Mendoza José del Solar 82' Claudio Pizarro |
| Eudalio Arriaga 54' Jairo Castillo 65' Juan Carlos Ramírez 65' | wissels      | 73' Santiago Salazar 82' José Soto 87' Roberto Holsen |
| Iván López 7' Víctor Aristizábal 88' | gele kaarten | 19' Juan Jayo 43' Nolberto Solano 53' Miguel Rebosio |

### 46ste ontmoeting
| Vriendschappelijk (Bogota, Colombia, 17 november 2010): |       |                  |
| Colombia                                                | 1 – 1 | Peru             |
| Luis Núñez 74'                                          | goals | 32' Luis Ramírez |

### 47ste ontmoeting
| Copa América 2011 (Córdoba, Argentinië, 16 juli 2011): |       |                                             |
| Colombia                                               | 0 – 2 | Peru                                        |
|                                                        | goals | 101' Carlos Lobatón 111' Juan Manuel Vargas |

### 48ste ontmoeting
| WK 2014 kwalificatie (Lima, Peru, 3 juni 2012): |       |                     |
| Peru                                            | 0 – 1 | Colombia            |
|                                                 | goals | 52' James Rodríguez |
| - Debuut van Alexander Mejía voor Colombia.     |       |                     |

### 49ste ontmoeting
| WK 2014 kwalificatie (Barranquilla, Colombia, 11 juni 2013): |              | |
| Colombia | 2 – 0        | Peru |
| Radamel Falcao 13' Teófilo Gutiérrez 45' | goals        | |
| José Pékerman | bondscoach   | Sergio Markarián |
| David Ospina Juan Camilo Zúñiga Mario Yepes Luis Perea Juan Cuadrado 77' Macnelly Torres Carlos Sánchez Pablo Armero Abel Aguilar 83' Teófilo Gutiérrez 81' Radamel Falcao | opstellingen | Raúl Fernández Juan Manuel Vargas Alberto Rodríguez 32' Jhoel Herrera Carlos Zambrano 31' Yoshimar Yotún 75' Edwin Retamoso Josepmir Ballón Claudio Pizarro José Paolo Guerrero Luis Advíncula |
| Fredy Guarín 77' Luis Muriel 81' Alexander Mejía 83' Camilo Vargas Faryd Mondragón Aquivaldo Mosquera Aldo Ramírez James Rodríguez Carlos Quintero Jackson Martínez        | wissels      | 31' André Carrillo 32' Jefferson Farfán 75' Carlos Lobatón Diego Penny José Carvallo Christian Ramos Santiago Acasiete Yordy Reyna Juan Mariño Álvaro Ampuero Paolo Hurtado                    |
| Radamel Falcao 57' Luis Perea 58' Mario Yepes 75' | gele kaarten | 11' Yoshimar Yotún 24' Jhoel Herrera 45' Juan Manuel Vargas |
| | rode kaarten | 59', 70' Carlos Zambrano |

### 51ste ontmoeting
| Vriendschappelijk (Harrison, Verenigde Staten, 8 september 2015): |              | |
| Colombia | 1 – 1        | Peru |
| Carlos Bacca 37' | goals        | 89' (pen.) Jefferson Farfán |
| José Pékerman | bondscoach   | Ricardo Gareca |
| David Ospina Santiago Arias Frank Fabra Cristián Zapata 66' Jeison Murillo Macnelly Torres 46' Gustavo Cuéllar 46' Carlos Sánchez James Rodríguez 59' Carlos Bacca 59' Teófilo Gutiérrez 73'     | opstellingen | Pedro Gallese Carlos Ascues 74' Carlos Zambrano 72' Renato Tapia 69' Luis Advíncula Juan Manuel Vargas 46' Carlos Lobatón 60' André Carrillo Christian Cueva Jefferson Farfán 60' Iván Bulos |
| Kevin Balanta 46' Edwin Cardona 46' Fabián Castillo 59' Jackson Martínez 59' Éder Álvarez Balanta 66' Andrés Roa 73'                                                                             | wissels      | 46' Yoshimar Yotún 60' Paolo Hurtado 60' Joel Sánchez 72' Josepmir Ballón 74' Christian Ramos                                                                                                |
| Carlos Bacca 21' Santiago Arias 61' Kevin Balanta 65' | gele kaarten | 23' Iván Bulos 31' Luis Advíncula |
| - Debuut van Frank Fabra (Independiente Medellín), Kevin Balanta (Deportivo Cali), Gustavo Cuellar (Junior FC), Andrés Felipe Roa (Deportivo Cali) en Fabián Castillo (FC Dallas) voor Colombia. |              | |

### 53ste ontmoeting
| Copa América Centenario (East Rutherford, Verenigde Staten, 17 juni 2016):                                                                                              |                     | |
| Colombia | 0 – 0               | Peru |
| | goals               | |
| James Rodríguez Juan Cuadrado Dayro Moreno Sebastián Pérez | strafschoppen 4 – 2 | Raúl Ruidíaz Renato Tapia Miguel Trauco Christian Cueva |
| José Pékerman | bondscoach          | Ricardo Gareca |
| David Ospina Cristián Zapata Santiago Arias Farid Díaz 90' Jeison Murillo Carlos Sánchez Edwin Cardona 76' James Rodríguez Juan Cuadrado Daniel Torres 81' Carlos Bacca | opstellingen        | Pedro Gallese Alberto Rodríguez Aldo Corzo Christian Ramos Miguel Trauco Christian Cueva Renato Tapia Oscar Vilchez 78' Edison Flores 82' Andy Polo José Paolo Guerrero |
| Dayro Moreno 76' Sebastián Pérez 81' Frank Fabra 90' | wissels             | 78' Raúl Ruidíaz 82' Cristián Benavente |
| Cristián Zapata 66' Farid Díaz 71' | gele kaarten        | 63' Renato Tapia |

Colfútbol · A-internationals · Selecties · Statistieken · Bondscoaches · Colombiaans vrouwenelftal · Olympisch elftal · Colombia U20 · Colombia U17
1938 – 1949 ·
1950 – 1959 ·
1960 – 1969 ·
1970 – 1979 ·
1980 – 1989 ·
1990 – 1999 ·
2000 – 2009 ·
2010 – 2019 ·
2020 – 2029
WK 1962 · 
WK 1990 · 
WK 1994 · 
WK 1998 · 
WK 2014 · 
WK 2018
OS 1968 · 
OS 1972 · 
OS 1980 · 
OS 1992 · 
OS 2016
1938 · 
1939 · 1940 · 1941 · 1942 · 1943 · 1944 · 
1946 · 
1947 · 
1948 · 
1949 · 
1950 · 1951 · 1952 · 1953 · 1954 · 1955 · 1956 · 
1957 · 
1958 · 1959 · 1960 · 
1961 · 
1962 · 
1963 · 
1964 · 
1965 · 
1966 · 
1967 · 
1968 · 
1969 · 
1970 · 
1971 · 
1972 · 
1973 · 
1974 · 
1975 · 
1976 · 
1977 · 
1978 · 
1979 · 
1980 · 
1981 · 
1982 · 
1983 · 
1984 · 
1985 · 
1986 · 
1987 · 
1988 · 
1989 · 
1990 ·
1991 · 
1992 · 
1993 · 
1994 · 
1995 · 
1996 · 
1997 · 
1998 · 
1999 · 
2000 · 
2001 · 
2002 · 
2003 · 
2004 · 
2005 · 
2006 · 
2007 · 
2008 · 
2009 · 
2010 · 
2011 · 
2012 · 
2013 · 
2014 · 
2015 · 
2016 · 
2017 ·
2018 ·
2019 ·
2020 ·
2021
Algerije ·
Argentinië ·
Australië ·
Bahrein ·
België ·
Bolivia · 
Brazilië ·
Canada ·
Chili ·
China · 
Costa Rica ·
Cuba ·
DDR ·
Duitsland ·
Ecuador ·
Egypte ·
El Salvador ·
Engeland ·
Finland ·
Frankrijk ·
Griekenland ·
Guatemala · 
Haïti ·
Honduras ·
Hongarije ·
Hongkong ·
Ierland ·
Irak ·
Israël ·
Ivoorkust ·
Jamaica ·
Japan ·
Joegoslavië ·
Jordanië ·
Kameroen ·
Koeweit · 
Liberia · 
Marokko ·
Mexico ·
Montenegro ·
Nederland ·
Nederlandse Antillen ·
Nicaragua ·
Nieuw-Zeeland · 
Nigeria ·
Noord-Ierland ·
Noorwegen ·
Panama ·
Paraguay ·
Peru ·
Polen ·
Puerto Rico ·
Qatar ·
Roemenië ·
Saoedi-Arabië ·
Schotland ·
Senegal ·
Servië ·
Slovenië ·
Slowakije ·
Sovjet-Unie ·
Spanje ·
Trinidad en Tobago ·
Tsjecho-Slowakije ·
Tunesië · 
Turkije · 
Uruguay ·
Venezuela ·
Verenigde Arabische Emiraten · 
Verenigde Staten ·
Zuid-Afrika ·
Zuid-Korea ·
Zweden ·
Zwitserland
Brazilië (2014) ·
Engeland (2018) ·
Griekenland (2014) ·
Ivoorkust (2014) ·
Japan (2014) ·
Japan (2018) ·
Polen (2018) ·
Senegal (2018) ·
Uruguay (2014)
FPF · A-internationals · Selecties · Bondscoaches · Statistieken · Peruviaans vrouwenelftal · Olympisch elftal · Peru U21 · Peru U20 · Peru U19 · Peru U18 · Peru U17
1920 – 1929 ·
1930 – 1939 ·
1940 – 1949 ·
1950 – 1959 ·
1960 – 1969 ·
1970 – 1979 ·
1980 – 1989 ·
1990 – 1999 ·
2000 – 2009 ·
2010 – 2019 ·
2020 – 2029
WK 1930 · 
WK 1970 · 
WK 1978 · 
WK 1982 · 
WK 2018
OS 1936 · 
OS 1960
1927 · 
1928 · 
1929 · 
1930 · 
1931 · 1932 · 1933 · 1934 · 
1935 · 
1936 · 
1937 · 
1938 · 
1939 · 
1940 · 
1941 · 
1942 · 
1943 · 1944 · 1945 · 1946 · 
1947 · 
1948 · 
1949 · 
1950 · 1951 · 
1952 · 
1953 · 
1954 · 
1955 · 
1956 · 
1957 · 
1958 · 
1959 · 
1960 · 
1961 · 
1962 · 
1963 · 
1964 · 
1965 · 
1966 · 
1967 · 
1968 · 
1969 · 
1970 · 
1971 · 
1972 · 
1973 · 
1974 · 
1975 · 
1976 · 
1977 · 
1978 · 
1979 · 
1980 · 
1981 · 
1982 · 
1983 · 
1984 · 
1985 · 
1986 · 
1987 · 
1988 · 
1989 · 
1990 · 
1991 · 
1992 · 
1993 · 
1994 · 
1995 · 
1996 · 
1997 · 
1998 · 
1999 · 
2000 · 
2001 · 
2002 · 
2003 · 
2004 · 
2005 · 
2006 · 
2007 · 
2008 · 
2009 · 
2010 · 
2012 · 
2012 · 
2013 · 
2014 · 
2015 · 
2016 · 
2017 · 
2018 · 
2019 · 
2020 · 
2021 ·
2022 ·
2023 ·
2024
Algerije ·
Argentinië ·
Armenië ·
Australië ·
België ·
Bolivia ·
Brazilië ·
Bulgarije ·
Canada ·
Chili ·
China ·
Colombia ·
Costa Rica ·
Denemarken ·
Dominicaanse Republiek ·
Duitsland ·
Ecuador ·
El Salvador ·
Engeland ·
Finland ·
Frankrijk ·
Guatemala ·
Haïti ·
Honduras ·
Hongarije ·
IJsland · 
India ·
Irak ·
Iran ·
Italië ·
Jamaica ·
Japan ·
Joegoslavië ·
Kameroen ·
Kroatië ·
Marokko ·
Mexico ·
Nederland ·
Nicaragua ·
Nieuw-Zeeland ·
Nigeria ·
Oostenrijk ·
Panama ·
Paraguay ·
Polen ·
Qatar ·
Roemenië ·
Saoedi-Arabië ·
Schotland ·
Slowakije ·
Sovjet-Unie ·
Spanje ·
Trinidad en Tobago ·
Tsjechië ·
Tunesië ·
Uruguay ·
Venezuela ·
Verenigde Arabische Emiraten ·
Verenigde Staten ·
Wit-Rusland ·
Zuid-Korea ·
Zweden ·
Zwitserland
Australië (2018) ·
Denemarken (2018) ·
Frankrijk (2018) ·
Italië (1982) · 
Kameroen (1982) · 
Polen (1982)